# Elmer H. Antonsen
Elmer H. Antonsen (* 17. November 1929 in Glens Falls, New York; † 25. August 2008 in Urbana, Illinois) war ein amerikanischer germanistischer Linguist und Runologe.  In Urbana wurde er 1961 bei Ernst Alfred Philippson mit einer germanistischen Arbeit zur Linguistik: The Investigation of I-Mutation in the Germanic Languages promoviert. Er war Professor für Germanistik, Germanische Philologien und Germanistische Linguistik an der University of Illinois at Urbana-Champaign.  Er war Mitherausgeber der Fachzeitschrift Journal of English and Germanic Philology. 

## Schriften
- A Concise Grammar of the Older Runic Inscriptions (= Sprachstrukturen. Reihe A: Historische Sprachstrukturen. 3). Niemeyer, Tübingen 1975, ISBN 3-484-60052-7.
- Runes and Germanic Linguistics (= Trends in Linguistics. Studies and Monographs. 140). Mouton de Gruyter, Berlin u. a. 2002, ISBN 3-11-017462-6.